# Kathedraal van de geboorte van de Moeder Gods (Košice)
De Kathedraal van de geboorte van de Moeder Gods (Slovaaks: Gréckokatolícky katedrálny chrám Narodenia presvätej Bohorodičky) is een kerk van de Grieks-katholieke eredienst. Ze is gebouwd in de neoromaanse stijl en is de hoofdkerk van het exarchaat Košice. 

## Ligging
De kerk is gelegen in het historisch centrum Staré Mesto van de stad Košice, aan de Moyzesova-straat.

## Geschiedenis

### Bouw
Grieks-katholieke gelovigen vestigden zich vanaf de 17e eeuw in Košice. Pas in 1852 richtte hun bisschop daar een kapel op. Tot dat jaar droeg men de erediensten op, hetzij in de Premonstratenzerkerk, hetzij in de Sint-Michielskapel.
In 1880 was de gemeenschap bij machte om grond aan te kopen nabij de kapel, zodat op die plaats, in de periode van 1882 tot 1898, een kerk kon worden gebouwd.
Ze is het oeuvre van de architecten Viliam Kolatsek en Ľudovít Schmidt.

### Religie
In het communistische tijdperk van het voormalige Tsjecho-Slowakije gaf de burgerlijke overheid het kerkgebouw aan de Oosters-Orthodoxe Kerk, nadat de Grieks-Katholieke Kerk met haar Byzantijnse ritus verboden werd. Na 1990 werd het bedehuis evenwel aan de Grieks-katholieken teruggegeven. Vervolgens werd het hersteld en gerestaureerd in zijn huidige staat.

### Rehabilitatie
Na de oprichting van het Grieks-katholieke exarchaat in Košice, anno 1997, kreeg de kerk de titel kathedraal. Het exarchaat werd in 2008 omgezet in een eparchie.